# Elmer Acevedo
Élmer Ángel Acevedo (La Libertad (El Salvador), 24 de fevereiro de 1946 – Acajutla, 30 de agosto de 2017) foi um futebolista profissional salvadorenho, que atuava como atacante.

## Carreira
Elmer Acevedo fez parte do elenco da histórica Seleção Salvadorenha de Futebol da Copa do Mundo de 1970 e das Olimpíadas de 1968.